# VM i cykelcross 2025
Verdensmesterskaberne i cykelcross 2025 var den 76. udgave af VM i cykelcross. Mesterskabet fandt sted 1. og 2. februar 2025 i den franske by Liévin i departementet Pas-de-Calais.

## Resultater
| Event          | Guld | Guld       | Sølv | Sølv  | Bronze                                                                                               | Bronze  |
| -------------- | --- | ---------- | --- | ----- | --- | ------- |
| Herrer         | |            | |       | |         |
| Herrer elite   | Mathieu van der Poel (NED)                                                                                        | 1h 02' 44" | Wout van Aert (BEL) | +45"  | Thibau Nys (BEL)                                                                                     | +1' 06" |
| Herrer U23     | Tibor Del Grosso (NED)                                                                                            | 56' 26"    | Kay De Bruyckere (BEL) | +56"  | Jente Michels (BEL)                                                                                  | +1' 05" |
| Herrer junior  | Mattia Agostinacchio (ITA)                                                                                        | 45' 47"    | Soren Bruyère Joumard (FRA)                                                                                               | +12"  | Filippo Grigolini (ITA)                                                                              | +30"    |
| Damer          | |            | |       | |         |
| Damer elite    | Fem van Empel (NED)                                                                                               | 54' 29"    | Lucinda Brand (NED) | +18"  | Puck Pieterse (NED)                                                                                  | +1' 09" |
| Damer U23      | Zoe Bäckstedt (GBR)                                                                                               | 45' 42"    | Marie Schreiber (LUX) | +39"  | Leonie Bentveld (NED)                                                                                | +1' 20" |
| Damer junior   | Lise Revol (FRA)                                                                                                  | 45' 25"    | Barbora Bukovská (CZE) | +11"  | Rafaelle Carrier (CAN)                                                                               | +1' 43" |
| Blandet        | |            | |       | |         |
| Blandet stafet | Storbritannien · Zoe Bäckstedt · Darlison Milo Wills · Maia Zoe Roche · Oscar Amey · Cat Ferguson · Thomas Mein · | 50:03      | Italien · Mattia Agostinacchio · Gioele Bertolini · Giorgia Pellizotti · Lucia Bramati · Sara Casasola · Stefano Viezzi · | +0:02 | Frankrig · Jules Simon · Florian Fery · Célia Gery · Zélie Lambert · Hélène Clauzel · Joshua Dubau · | +0:05   |